# Карл Густав Гемпель

Карл Густав «Пітер» Гемпель (8 січня 1905 — 9 листопада 1997) — американський письменник та філософ німецького походження. Він був головною фігурою в логічному емпіризмі, напрямку філософії 20-го століття. Гемпель зробив основний внесок в розробку дедуктивно-номологічної моделі наукового пояснення, яка вважалась «стандартною моделлю», що  пояснювала закономірності, законів та одиничних факторів, протягом 1950-х та 1960-х років. Він також відомий завдяки парадоксу воронів (також відомий як «Парадокс Гемпеля»).

## Біографія

Гемпель вивчав математику, фізику і філософію в університеті Геттінгена, а пізніше - в університеті Берліна і Гейдельберга. В Геттінгені він познайомився із Давидом Гільбертом і був вражений його програмою, яка мала на меті описати всю математику на твердих логічних засадах, отриманих з обмеженого числа аксіом.
Після переїзду до Берліну, Гемпель взяв участь у Конгресі з наукової філософії в 1929 році, де він зустрів Рудольфа Карнапа і став брати участь у берлінському гуртку філософів пов'язаному з Віденським гуртком. У 1934 році він здобув докторську ступінь в університеті Берліна захистивши дисертацію з теорії ймовірностей.
Протягом року, після отримання докторського ступеня, все більш репресивний та антисемітський нацистський режим у Німеччині спонукав Гемпеля емігрувати (його дружина була єврейського походження)  до Бельгії. В цьому йому допоміг вчений Паул Оппенгейм, з яким він був співавтором книги «Der Typusbegriff im Lichte der neuen Logik» (Поняття типу у світлі нової логіки) з типології та логіки в 1936 році. У 1937 році Гемпель емігрував до Сполучених Штатів, де обійняв посаду помічника Карнапа в університеті Чикаго. Пізніше він обіймав посади в міському коледжі Нью-Йорка (1939—1948 рр.), Єльському Університеті (1948—1955 рр.) і Принстонському університеті, де  викладав разом з Томасом Куном до моменту, поки не став емеритом в 1973 році. Між 1974 і 1976 роками він був у відставці в Єврейському університеті в Єрусалимі, до того як став університетським професором філософії в університеті Пітсбурга в 1977 році та викладав там до 1985 року.
Гемпель ніколи не вживав термін «логічний позитивізм» як точний опис Віденського гуртка і Берлінської групи, воліючи описувати цих філософів і себе — «логічними емпіриками». Він вважав, що термін «позитивізм», з його корінням в ідеях Оґюста Конта, призводить до матеріалістичної метафізики, яку емпірикам приймати не потрібно. Він вважав Людвіга Вітгенштайна геніальним філософом, який був здатен формулювати філософські думки яскравою й образною мовою, але твердження Віттґенштейна (принаймні, періоду «Трактату») все-одно схилялися у бік метафізики. До Гемпеля метафізика передбачала знання речей, які не були пізнаваними, тобто - метафізичні гіпотези було неможливо підтвердити або спростувати доказом.
У 2005 році в місті Оранієнбург, на батьківщині Гемпеля, перейменовано в його пам'ять одну з вулиць на «Карл-Густав-Гемпель-Штрассе».

### Основні твори
- 1936: «Über den Gehalt von Wahrscheinlichkeitsaussagen(«Про зміст заяви ймовірності»)» із Павлом Оппенгеймом, «Der Typusbegriff im Licht der neuen Logik («Концепція типу у світлі нової логіки»)»
- 1942: Функція загальних законів в історії
- 1943: Дослідження за логікою підтвердження
- 1959: Логіка функціонального аналізу
- 1965: Аспекти наукового пояснення
- 1966: Філософія природознавства
- 1967: Наукове Пояснення

### Колекції есе
- Аспекти наукового пояснення та інші есе (1965), ISBN 0-02-914340-3.
- Обрані філософські твори (2000), ISBN 0-521-62475-4.
- Філософія Карла Густава Гемпеля: дослідження в науці, пояснення і раціональність (2001), ISBN 0-19-512136-8.

### Статті
- «Про природу математичної істини» і «Геометрії та емпірична наука» (1945), Американський математичний місяць, випуск 52.
- Статті у читаннях філософського аналізу (стор 222—249), Під ред. Герберта Файгла й Уілфріда Селларса (Епплтон-Століття-Крофтс, Встанов.,1949).